# برج دسپات استفان

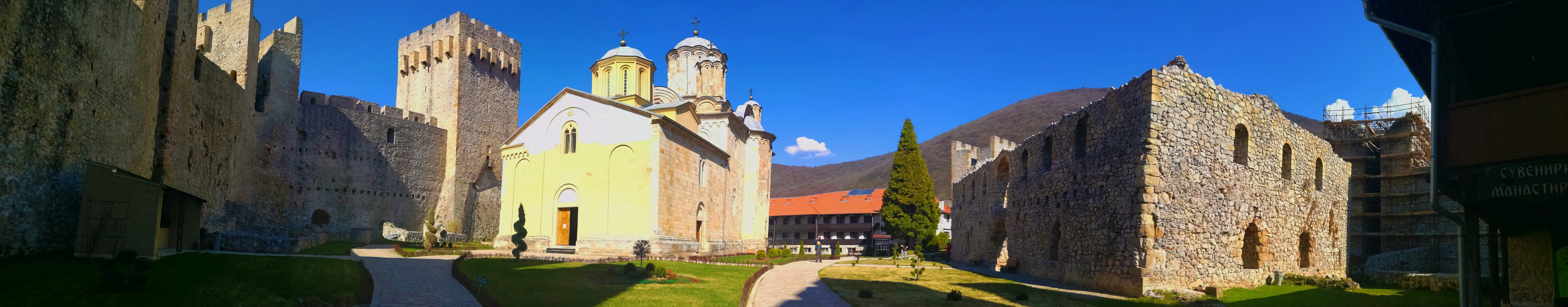
برج دسپات استفان

برج دسپات استفان (صربی: Деспотова кула) ساختمان تاریخی مستقر در شهر بلگراد، صربستان است، که در سال ۱۴۰۵ احداث گردید.